# 东升区街道
东升区街道，是中华人民共和国黑龙江省绥化市肇东市下辖的一个乡镇级行政单位。

## 行政区划
东升区街道下辖以下地区：
东正路社区、东大路社区、东利路社区、化工路社区、北山路社区、东民路社区、东直路社区、华润路社区和地质社区。